# Arima brachyptera
Arima brachyptera es un coleóptero de la familia Chrysomelidae.
Fue descrita científicamente por primera vez en 1844 por Kuster.